# Lois Collier
Lois Collier, pseudonimo di Madelyn Earle Jones (Salley, 21 marzo 1919 – Woodland Hills, 27 ottobre 1999), è stata un'attrice statunitense, talvolta accreditata come Lois Collyer.

## Biografia
Collier, figlia di Ernest, un farmacista di Salley, frequentò il Limestone College di Gaffney.
Sposò il banchiere Robert A. Duncan, da cui divorziò il 3 settembre 1943. Il 4 agosto 1945 si sposò con Robert Jackson Oakley, un agente cinematografico. Con quest'ultimo divorziò nel 1956.
Morì di alzheimer il 27 ottobre 1999, mentre viveva in una comunità per attori in pensione a Woodland Hills.

## Carriera
Iniziò la carriera cinematografica all'età di 19 anni nel 1938, quando ebbe un piccolo ruolo in A Desperate Adventure, al fianco di Ramón Novarro e Marian Marsh. Dal 1940 al 1949 recitò principalmente in ruoli da eroina in diverse pellicole di serie B. Il suo film più noto è probabilmente Una notte a Casablanca (1946) con i fratelli Marx. Durante gli anni quaranta recitò spesso al fianco di star del western come Bob Steele, Tom Tyler e Dennis Moore. Nel 1950 fu nel cast della serie televisiva fantascientifica The Flying Disc Man from Mars.
Collier fu talvolta soprannominata il "quarto Mesquiteer" poiché sette dei film della serie della Republic Pictures Three Mesquiteers la videro come protagonista femminile.
Nel 1949 recitò in City Desk, un dramma sull'attività di una redazione di un giornale. In seguito interpretò Mary, la fidanzata del protagonista, in 58 episodi della serie televisiva Boston Blackiel.
Collier interpretò Carol nella soap opera radiofonica Dear John, trasmessa dalla CBS negli anni '30 e '40, mentre a partire dal 6 dicembre 1948 recitò ancora alla radio in You.
Si ritirò dalle scene dopo il 1957.

## Filmografia

### Cinema
- Women Must Dress, regia di Reginald Barker (1935)
- A Desperate Adventure, regia di Nick Grinde (1938)
- Girls of the Road, regia di Joseph Santley (1940)
- Ice-Capades, regia di Joseph Santley (1941)
- Outlaws of Cherokee Trail, regia di Lester Orlebeck (1941)
- Sailors on Leave, regia di Albert S. Rogell (1941)
- Gauchos of El Dorado, regia di Lester Orlebeck (1941)
- West of Cimarron, regia di Lester Orlebeck (1941)
- Mr. District Attorney in the Carter Case, regia di Bernard Vorhaus (1941)
- Blondie Goes to College, regia di Frank R. Strayer (1942)
- A Tragedy at Midnight, regia di Joseph Santley (1942)
- The Man Who Returned to Life, regia di Lew Landers (1942)
- Yokel Boy, regia di Joseph Santley (1942)
- Raiders of the Range, regia di John English (1942)
- The Affairs of Jimmy Valentine, regia di Bernard Vorhaus (1942)
- The Courtship of Andy Hardy, regia di George B. Seitz (1942)
- Westward Ho, regia di John English (1942)
- The Phantom Plainsmen, regia di John English (1942)
- My Son, the Hero, regia di Edgar G. Ulmer (1943)
- Santa Fe Scouts, regia di Howard Bretherton (1943)
- Get Going, regia di Jean Yarbrough (1943)
- Young Ideas, regia di Jules Dassin (1943)
- She's for Me, regia di Reginald LeBorg (1943)
- Ladies Courageous, regia di John Rawlins (1944)
- Weird Woman, regia di Reginald Le Borg (1944)
- Prices Unlimited, regia di Erle C. Kenton (1944)
- La nave della morte (Follow the Boys), regia di Eddie Sutherland (1944)
- Il cobra (Cobra Woman), regia di Robert Siodmak (1944)
- La donna della giungla (Jungle Woman), regia di Reginald Le Borg (1944)
- Jungle Queen, regia di Lewis D. Collins e Ray Taylor (1945)
- L'arca di Noè (The Naughty Nineties), regia di Jean Yarbrough (1945)
- Penthouse Rhythm, regia di Edward F. Cline (1945)
- The Crimson Canary, regia di John Hoffman (1945)
- Girl on the Spot, regia di William Beaudine (1946)
- Una notte a Casablanca (A Night in Casablanca), regia di Archie Mayo (1946)
- The Cat Creeps, regia di Erle C. Kenton (1946)
- Wild Beauty, regia di Wallace Fox (1946)
- La vergine di Tripoli (Slave Girl), regia di Charles Lamont (1947)
- Arthur Takes Over, regia di Malcolm St. Clair (1948)
- Out of the Storm, regia di R. G. Springsteen (1948)
- Miss Mink of 1949, regia di Glenn Tryon (1949)
- Joe Palooka in Humphrey Takes a Chance, regia di Jean Yarbrough (1950)
- Flying Disc Man from Mars, regia di Fred C. Brannon (1950)
- Rhythm Inn, regia di Paul Landres (1951)

### Televisione
- Le inchieste di Boston Blackie (Boston Blackie) – serie TV, 58 episodi (1951-1953)
- Damon Runyon Theater – serie TV, episodio 2x06 (1955)
- Cheyenne – serie TV, 1 episodio (1956)
- Screen Directors Playhouse – serie TV, episodio 1x22 (1956)
- It's a Great Life – serie TV, 1 episodio (1956)
- Broken Arrow – serie TV, 2 episodi (1956-1957)
- The George Burns and Gracie Allen Show – serie TV, 1 episodio (1957)